# Seznam dílů seriálu Coop & Cami se ptají světa
Toto je seznam dílů seriálu Coop & Cami se ptají světa.

## Přehled řad
| Řada | Díly | Premiéra v USA | Premiéra v USA | Premiéra v ČR  | Premiéra v ČR |
| Řada | Díly | První díl      | Poslední díl   | První díl      | Poslední díl  |
| ---- | ---- | -------------- | -------------- | -------------- | ------------- |
| 1    | 21   | 12. října 2018 | 13. dubna 2019 | 29. dubna 2019 | 13. září 2019 |
| 2    | 28   | 5. října 2019  | 11. září 2020  | 5. října 2020  | 2. dubna 2021 |

## Seznam dílů

### První řada (2018–2019)
| Č. v seriálu | Č. v řadě | Původní název                                        | Český název                               | Režie              | Scénář                                 | Premiéra v USA     | Premiéra v ČR   | Prod. kód |
| ------------ | --------- | ---------------------------------------------------- | ----------------------------------------- | ------------------ | -------------------------------------- | ------------------ | --------------- | --------- |
| 1            | 1         | Would You Wrather Take Your Mom to the School Dance? | Vzal bys na školní ples radši svoji mámu? | David Kendall      | Boyce Bugliari a Jamie McLaughlin      | 12. října 2018     | 29. dubna 2019  | 101       |
| 2            | 2         | Would You Wrather Have a Hippo?                      | Chtěla bys radši mít hrocha?              | David Kendall      | Boyce Bugliari a Jamie McLaughlin      | 19. října 2018     | 30. dubna 2019  | 102       |
| 3            | 3         | Would You Wrather Put a Sock in It?                  | Vrazil by sis radši ponožku do pusy?      | David Kendall      | Greg Schaffer                          | 26. října 2018     | 1. května 2019  | 103       |
| 4            | 4         | Would You Wrather Have Potato Pants?                 | Měla bys radši bramborové kalhoty?        | David Kendall      | Boyce Bugliari a Jamie McLaughlin      | 2. listopadu 2018  | 2. května 2019  | 104       |
| 5            | 5         | Would You Wrather Be the Principal's BFF?            | Byl bys radši nejlepší kámoš s ředitelem? | David Kendall      | Erica Spates a Sam Littenberg-Weisberg | 9. listopadu 2018  | 3. května 2019  | 105       |
| 6            | 6         | Would You Wrather Get Lost?                          | Radši by ses ztratil?                     | David Kendall      | Dan Cross a David Hoge                 | 16. listopadu 2018 | 6. května 2019  | 106       |
| 7            | 7         | Would You Wrather Build a Sled?                      | Postavil bys radši sáňky?                 | Robbie Countryman  | Liz Suggs                              | 30. listopadu 2018 | 7. května 2019  | 109       |
| 8            | 8         | Would You Wrather Get a Moose Angry?                 | Radši bys naštval losa?                   | Jody Margolin Hahn | Maiya Williams                         | 7. prosince 2018   | 8. května 2019  | 111       |
| 9            | 9         | Would You Wrather Be Orange?                         | Byl bys radši pomeranč?                   | Jody Margolin Hahn | Erica Spates a Sam Littenberg-Weisberg | 19. ledna 2019     | 9. května 2019  | 110       |
| 10           | 10        | Would You Wrather Escape?                            | Radši by si zdrhnul?                      | Wendy Faraone      | Dan Cross a David Hoge                 | 26. ledna 2019     | 10. května 2019 | 108       |
| 11           | 11        | Would You Wrather Be the Heart or the Hammer?        | Byl bys radši srdce nebo kladivo?         | Robbie Countryman  | Lena Kouyoumdjian                      | 2. února 2019      | 2. září 2019    | 107       |
| 12           | 12        | Would You Wrather Move to Canada?                    | Radši by ses přestěhoval do Kanady?       | Trevor Kirschner   | Greg Schaffer                          | 9. února 2019      | 2. září 2019    | 112       |
| 13           | 13        | Would You Wrather Lose a Luau?                       | Radši bys přišel o Luau?                  | Jon Rosenbaum      | Dan Cross a David Hoge                 | 16. února 2019     | 3. září 2019    | 114       |
| 14           | 14        | Would You Wrather Have a Beard?                      | Radši bys měl vousy?                      | Trevor Kirschner   | Boyce Bugliari a Jamie McLaughlin      | 23. února 2019     | 4. září 2019    | 113       |
| 15           | 15        | Would You Wrather Catch a Fish?                      | Chytil bys radši rybu?                    | Jon Rosenbaum      | William Luke Schrieber                 | 2. března 2019     | 5. září 2019    | 115       |
| 16           | 16        | Would You Wrather Take a Worm Shower?                | bude oznámeno                             | Shannon Flynn      | Boyce Bugliari a Jamie McLaughlin      | 9. března 2019     | 6. září 2019    | 116       |
| 17           | 17        | Would You Wrather Wreck a Record?                    | bude oznámeno                             | Wendy Faraone      | Lena Kouyoumdjian                      | 16. března 2019    | 9. září 2019    | 117       |
| 18           | 18        | Would You Wrather Back Down?                         | bude oznámeno                             | Wendy Faraone      | Erica Spates a Sam Littenberg-Weisberg | 23. března 2019    | 10. září 2019   | 118       |
| 19           | 19        | Would You Wrather Have Dance Face?                   | bude oznámeno                             | Jody Margolin Hahn | Dan Cross a David Hoge                 | 30. března 2019    | 11. září 2019   | 119       |
| 20           | 20        | Would You Wrather Just Dance?                        | bude oznámeno                             | Jody Margolin Hahn | Greg Schaffer                          | 6. dubna 2019      | 12. září 2019   | 120       |
| 21           | 21        | Would You Wrather Help a Wrather?                    | Radši bys pomohl sourozenci?              | Robbie Countryman  | Boyce Bugliari a Jamie McLaughlin      | 13. dubna 2019     | 13. září 2019   | 121       |

### Druhá řada (2019–2020)
| Č. v seriálu | Č. v řadě | Původní název                                       | Český název                                | Režie              | Scénář                                 | Premiéra v USA     | Premiéra v ČR      | Prod. kód |
| ------------ | --------- | --------------------------------------------------- | ------------------------------------------ | ------------------ | -------------------------------------- | ------------------ | ------------------ | --------- |
| 22           | 1         | Would You Wrather Catch an Evil Bunny?              | Radši bys chytil zlého králíka?            | Robbie Countryman  | Boyce Bugliari a Jamie McLaughlin      | 5. října 2019      | 5. října 2020      | 205       |
| 23           | 2         | Would You Wrather Sing or Fly?                      | Radši bys zpíval nebo lítal?               | David Kendall      | Boyce Bugliari a Jamie McLaughlin      | 12. října 2019     | 6. října 2020      | 201       |
| 24           | 3         | Would You Wrather Be the Weakest Link?              | Byl bys radši nejslabší článek?            | David Kendall      | Chris Peterson a Bryan Moore           | 19. října 2019     | 7. října 2020      | 202       |
| 25           | 4         | Would You Wrather Get a Selfie?                     | Radši bys udělala Selfíčko?                | Jody Margolin Hahn | Randi Barnes                           | 26. října 2019     | 8. října 2020      | 204       |
| 26           | 5         | Would You Wrather Have a Frozen Phone?              | Radši bys měl zamrzlý telefon?             | Danielle Fishel    | Kelly Hannon                           | 2. listopadu 2019  | 9. října 2020      | 206       |
| 27           | 6         | Would You Wrather Get High Honors?                  | Radši bys měla skvělé hodnocení?           | Wendy Faraone      | Boyce Bugliari a Jamie McLaughlin      | 9. listopadu 2019  | 12. října 2020     | 209       |
| 28           | 7         | Would You Wrather Be Caught in the Middle?          | Radši bys byl lapen uprostřed?             | Wendy Faraone      | Chris Peterson a Bryan Moore           | 16. listopadu 2019 | 13. října 2020     | 210       |
| 29           | 8         | Would You Wrather Live in an Igloo?                 | Radši bys bydlel v Iglú?                   | Robbie Countryman  | Joanne Lee                             | 23. listopadu 2019 | 14. října 2020     | 208       |
| 30           | 9         | Would You Wrather Lose Your Presents?               | Radši bys přišel o dárky?                  | Robbie Countryman  | Maiya Williams                         | 7. prosince 2019   | 15. října 2020     | 207       |
| 31           | 10        | Would You Wrather Skate Circles Around Your Sister? | Radši bys kroužil kolem sestry?            | Kelly Park         | Randi Barnes                           | 23. března 2020    | 16. října 2020     | 219       |
| 32           | 11        | Would You Wrather Watch a Ferret?                   | Radši bys hlídal fretku?                   | Kelly Park         | Wesley Jermaine Johnson a Scott Taylor | 24. března 2020    | 19. října 2020     | 211       |
| 33           | 12        | Would You Wrather Take a Dive?                      | Radši bys zakopala válečnou sekeru?        | Trevor Kirschner   | Boyce Bugliari a Jamie McLaughlin      | 25. března 2020    | 20. října 2020     | 212       |
| 34           | 13        | Would You Wrather Have a World Record?              | Měl bys radši světový rekord?              | Sonia Bhalla       | Boyce Bugliari a Jamie McLaughlin      | 26. března 2020    | 21. října 2020     | 213       |
| 35           | 14        | Would You Wrather Turn 13?                          | Měla bys radši 13?                         | Trevor Kirschner   | Randi Barnes                           | 27. března 2020    | 22. října 2020     | 214       |
| 36           | 15        | Would You Wrather Trash a Friend?                   | Radši bys zahodil přítele?                 | Wendy Faraone      | Matt Roman                             | 3. dubna 2020      | 23. října 2020     | 215       |
| 37           | 16        | Would You Wrather Have Mom Bust You Out?            | Byl bys raději odhalen?                    | Guy Distad         | Wesley Jermaine Johnson a Scott Taylor | 10. dubna 2020     | 26. října 2020     | 216       |
| 38           | 17        | Would You Wrather Lose Your Bestie?                 | Radši bys přišla o nejlepší kámošku?       | Jon Rosenbaum      | Chris Peterson a Bryan Moore           | 1. června 2020     | 27. října 2020     | 222       |
| 39           | 18        | Would You Wrather Have a Secret Admirer?            | Radši bys měla tajného ctitele?            | Morenike Joela     | Boyce Bugliari a Jamie McLaughlin      | 2. června 2020     | 28. října 2020     | 223       |
| 40           | 19        | Would You Wrather Live with Kramsky?                | Byl bys radši s panem učitelem?            | Bryan McKenzie     | Boyce Bugliari a Jamie McLaughlin      | 3. června 2020     | 29. října 2020     | 218       |
| 41           | 20        | Would You Wrather Go to Prom?                       | Radši by jste šli jen na ples?             | Wendy Faraone      | Boyce Bugliari a Jamie McLaughlin      | 4. června 2020     | 30. října 2020     | 225       |
| 42           | 21        | Would You Wrather Say Goodbye?                      | Radši by ses rozloučil?                    | Wendy Faraone      | Randi Barnes                           | 5. června 2020     | 2. listopadu 2020  | 224       |
| 43           | 22        | Would You Wrather Dress Like a Pilgrim?             | Radši by ses oblékla jako za starých časů? | Wendy Faraone      | Wesley Jermaine Johnson a Scott Taylor | 12. června 2020    | 3. listopadu 2020  | 226       |
| 44           | 23        | Would You Wrather Crash a Wedding?                  | Radši by ses nabourala do svatby?          | Danielle Fishel    | Bryan Moore a Chris Peterson           | 19. června 2020    | 4. listopadu 2020  | 227       |
| 45           | 24        | Would You Wrather Rip Your Pants?                   | Radši by sis roztrhl kalhoty?              | Jody Margolin Hahn | Boyce Bugliari a Jamie McLaughlin      | 26. června 2020    | 5. listopadu 2020  | 228       |
| 46           | 25        | Would You Wrather Be the Wagners?                   | Chtěli by jste radši Wagnerovi?            | Robbie Countryman  | Chris Peterson a Bryan Moore           | 17. července 2020  | 6. listopadu 2020  | 217       |
| 47           | 26        | Would You Wrather Have a Pig in a Cowboy Hat?       | Radši bys měl prase v kovbojském klobouku? | Jon Rosenbaum      | Kelly Hannon                           | 7. srpna 2020      | 9. listopadu 2020  | 220       |
| 48           | 27        | Would You Wrather Move?                             | Radši by ses stěhoval?                     | Robbie Countryman  | Boyce Bugliari a Jamie McLaughlin      | 14. srpna 2020     | 10. listopadu 2020 | 221       |
| 49           | 28        | Would You Wrather Have a Snow Day?                  | Radši bys měl sněhové prázdniny?           | Jody Margolin Hahn | Wesley Jermaine Johnson a Scott Taylor | 11. září 2020      | 2. dubna 2021      | 203       |